# ウラボシ科
ウラボシ科(Polypodiaceae)は、シダ植物門に含まれる科のひとつである。和名の「裏星」という名は葉の裏の胞子のう群が円形で、それが多数並んでいるのを星に見立てたものである。かつてはほとんどのシダがこれに含まれていた。現在では単葉を持つ着生植物が多い。

## 特徴
この科に属するシダの特徴は以下の通り。
- ほとんどは着生植物である。
- 根茎は匍匐して、中心柱は網状、表面には鱗片が並ぶ。
- 葉は例外はあるが単葉か羽状に裂ける程度。
- 葉脈は複雑な網状をなす。
- 胞子のう群は円形のものが多く、多数つく場合には互いにくっついて一面になる場合もある。
- 胞子のう群には包膜はない。

熱帯を中心に約50属、600種ほどが知られ、日本では12属50種ほどが記録されている。

## 系統
この科は20世紀半ばまでは水生シダ類などごく一部を除いて、シダ植物門のほとんどすべてを含む群であった。しかし、その後にシダ類の系統関係について次第に明らかになるにつれ、細分され、現在の状況となっているものである。現在この科に含まれているものは、ほぼ単系統であると考えられている。この科には単純な葉の形のものが多いが、むしろ着生植物の方向へ高度に進化したシダであると考えられる。
なお、サジラン属やビカクシダ属を独立させる説や、スジヒトツバ科、ヤブレガサウラボシ科などをこの科に含める考えもあり、未だ科の範囲等で意見の一致を見ない部分がある。

## 分類
日本産のものを中心に、代表的なものを挙げる。
- Aglaomorpha カザリシダ属：カザリシダ
- Colysis イワヒトデ属：ヤリノホクリハラン・シンテンウラボシ・ヒトツバイワヒトデ・イワヒトデ・オオイワヒトデ
- Crypsinus ミツデウラボシ属：ミツデウラボシ・タカノハウラボシ・ヤクシマウラボシ・ミヤマウラボシ
- Drymotaenium クラガリシダ属：クラガリシダ
- Lemmaphyllum マメヅタ属：マメヅタ・オニマメヅタ
- Lecanopteris アリノスシダ属
- Lepisorus ノキシノブ属：ノキシノブ・ミヤマノキシノブ・ヒメノキシノブ・トヨグチウラボシ・コウラボシ
- leptochilus オキノクリハラン属
- Loxogramme サジラン属：サジラン・イワヤナギシダ・ヒメサジラン
- Microsorium ヌカボシクリハラン属（ミクロソリウム）：ヌカボシクリハラン・ミツデヘラシダ・ホコザキウラボシ・タカウラボシ
- Neocheiropteris クリハラン属：クリハラン・ヤノネシダ
- Phymatosorus　オキナワウラボシ属：オキナワウラボシ
- Polypodium　エゾデンダ属：アオネカズラ・タイワンアオネカズラ・ミョウギシダ・オシャグジデンダ・エゾデンダ・オオエゾデンダ
- Platycerium ビカクシダ属：ビカクシダ（コウモリラン）
- Pyrrosia ヒトツバ属：ヒトツバ・イワオモダカ・ビロードシダ